# Tempest (gra komputerowa)
Tempest – gra arcade firmy Atari, zaprojektowana i zaprogramowana przez Davida Theurera. Wydana w październiku 1981. Gra jest również znana jako pierwsza gra z możliwością wyboru poziomu trudności gry. Gra jest tunelową strzelanką, typem strzelanek, gdzie środowisko gry jest stałe, a gracz może się poruszać jedynie w wybranych kierunkach.